# Chrostosoma dolens
Chrostosoma dolens là một loài bướm đêm thuộc phân họ Arctiinae, họ Erebidae.